# Tipula (Acutipula) bipenicillata
Tipula (Acutipula) bipenicillata is een tweevleugelige uit de familie langpootmuggen (Tipulidae). De soort komt voor in het Palearctisch gebied.